# Албаши
Албаши́ — степная река в России, в Кубано-Приазовской низменности. Протекает по территории Ленинградского и Каневского районов Краснодарского края в направлении с востока на запад. Впадает в Албашинский лиман.
На реке Албаши расположены станицы Новоминская и Новодеревянковская.
Длина реки — 64 км, площадь её водосборного бассейна — 895 км².

## Расположение
Истоки реки располагаются на абсолютных высотах не более 50 м, в 4-5 километрах западнее станицы Ленинградской (бывшей Уманской). От истоков до впадения в болото Албаши длина реки составляет почти 57 километров. Образуя Албашинский лиман, река соединяется с лиманом Кущеватым, проделав путь почти 73 км, и впадает в Бейсугский лиман. К наиболее заметным притокам речки можно отнести: левые — балка Вырвихвист и балка Варакутина; правые — балка Хайлова и балка Жёлтые Копани.

## Этимология названия
Название реки Албаши почти все исследователи связывают с тюркскими языками, но переводят по-разному, например: «красная (алая) голова», «отдай голову», «бурун». Одним из самых правдоподобных значений этимологии слова считается «пёстрые, разноцветные истоки», поскольку «ала» — переводится как «пёстрый», «разноцветный», а слово «баши», кроме «головы», имеет значение: верховья реки или исток. Это связано с тем, что низовье реки Албаши находится в заболоченной плавневой зоне Приазовья, а верховья — в приподнятой степной зоне, которая весной пестрела разноцветьем. Возможно, название происходит от татарского «юлбашичи» — вождь или тюркского «алабаши» — посох с железным наконечником.

## Описание
- В своём истоке река Албаши представляет собой балку, сильно поросшую камышом.
- В засушливое время года река местами пересыхает, разбиваясь на отдельные плёсы.
- Течение реки очень спокойное. Русло слабо выражено, в верхнем течении пересыхает, в среднем образует замкнутые плёсы. Основные источники питания — талые снеговые и дождевые воды.
- Растительность в пойме — луговая, кое-где кустарники; берега заросли камышом.
- Дно реки сильно заилено.
- Здесь обитают окунь, щука, сазан, тарань, краснопёрка, судак и др.
- Населённые пункты на берегах реки Албаши: станица Новоминская и хутора Восточный и Красный Очаг — на территории Новоминского сельского поселения, станица Новодеревянковская — на территории Новодеревянковского сельского поселения.